# KFF Tirana
Klubi i Futbollit Femra Tirana (allgemein als KF Tirana Women, „Tirana Women“ oder einfach „Tirana“ bezeichnet) ist ein albanischer Frauenfußballverein mit Sitz in Tirana. Die Damenmannschaft ist Teil des multidisziplinären Sportvereins SK Tirana. Sie spielen ihre Heimspiele im Skënder Halili Complex in Tirana und treten in der Kategoria Superiore Femra an.
KFF Tirana (früher Tirana AS genannt) ist einer der Pioniere des Frauenfußballvereins in Albanien. Der Club wurde im Jahr 2007 gegründet.